# Megan Povey
Megan J. Povey je anglická potravinová fyzička, profesorka na Univerzitě v Leedsu. Je členkou Institute of Physics a zakládající členkou skupiny Physics in Food Manufacturing.

## Raný život a vzdělání
Bakalářský titul získala v oboru fyziky na Lancasterské univerzitě. Jako studentka se v 60. letech zapojila do politického aktivismu, vedla kampaň proti jaderné energetice a byla členkou organizace Unite Against Fascism. Její doktorát se týkal prací s vojenským potenciálem a bylo jí nabídnuto několik pozic ve výzkumu a vývoji u dodavatelů v oblasti obrany. Ale jako protiválečná aktivistka tyto nabídky odmítla a v akademické kariéře pokračovala na Univerzitě v Leedsu.

## Výzkum a kariéra
V 70. letech nastoupila jako postdoktorandka na School of Food Science na Univerzitě v Leedsu, kde se začala zabývat fyzikou potravin, přičemž se specializovala na využití ultrazvuku při charakterizaci i výrobě potravin. Studovala krystalizaci a růst tuků. Její výzkum kombinuje výpočetní a matematické modelování při vývoji potravin a zařízení.
Také studovala fyzikální procesy, které jsou základem trávení, ve snaze vyvinout potraviny, které mohou trávit i starší lidé.
Působila jako předsedkyně univerzitního odborového svazu University and College Union (UCU) v Leedsu a je členkou organizace Scientists for Global Responsibility.

## Osobní život
Megan Povey je transrodová žena a tranzicí si prošla v roce 2017..